# Timothée Malendoma
Timothée Malendoma (* 1935 in Dekoua, Ubangi-Schari; † 12. Dezember 2010 in Bangui) war ein Politiker in der Zentralafrikanischen Republik. Er war vom 4. Dezember 1992 bis zum 26. Februar 1993 Premierminister der Zentralafrikanischen Republik. Bei den Wahlen 2005 trat er für die Nationalversammlung an, verfehlte aber den Einzug.

## Leben
Malendoma war Anführer des Civic Forum (Bürgerforum), einer politischen Partei, welche an der großen Debatte teilnahm, die 1992 vom damaligen Präsidenten André Kolingba initiiert wurde, um auch Oppositionsparteien zur nächsten Wahl zuzulassen. Das Civic Forum nahm als Teil mehrerer Parteien teil, die sich zur Consultative Group of Democratic Forces zusammengeschlossen hatten. Im Dezember 1992 wurde Malendoma von Kolingba zum neuen Premierminister ernannt, allerdings im darauffolgenden Februar schon wieder von seinem Posten enthoben. Laut Kolingba sollte er den Demokratisierungsprozess behindert haben. Malendoma nahm als Kandidat des Civic Forum an der Präsidentschaftswahl teil, erreichte mit zwei Prozent der Stimmen aber lediglich den sechsten Platz.